# Sherin Sultana
Sherin Sultana (ur. 30 sierpnia 1988) – banglijska zapaśniczka walcząca w stylu wolnym. Zajęła dwunaste miejsce na igrzyskach azjatyckich w 2018. Wicemistrzyni Igrzysk Azji Południowej w 2016. Brązowa medalistka igrzysk Solidarności Islamskiej w 2017. Czwarta na igrzyskach Wspólnoty Narodów w 2018 roku.